# Mai mai
Mai mai è un brano musicale composto da Lucio Dalla, Attilio Fontana (musica) e Daniele Bonnes, interpretato da Ilaria Porceddu e pubblicato come quarto singolo estratto dall'album In equilibrio.

## Descrizione
Il brano, spiega l'interprete, è una storia di una: 

## Video
Il video è stato realizzato da embrio.net. Nel video insieme ad Ilaria compare anche la coreografa e danzatrice Luciana Lusso Roveto Il video del brano è uscito in anteprima l'8 marzo 2014 in occasione della festa della donna.